# Joseph Nicolosi
Dr. sc. Joseph Nicolosi (21. siječnja 1947.  – 8. ožujka 2017.), je bio američki klinički psiholog talijanskog podrijetla, osnivač i direktor "Thomas Aquinas Psychological Clinic" u Encinu, Kalifornija, te jedan od osnivača i bivši predsjednik (američkog) Nacionalnog udruženja za istraživanje i terapiju homoseksualnosti (National Association for Research and Therapy of Homosexuality - NARTH) Nicolosi je zagovarao i pružao usluge tzv. konverzijske/reparativne terapije homoseksualnosti, čiji zagovornici tvrde da se njome može pomoći osobama s istospolnim sklonostima koje nastoje umanjiti svoje homoseksualne želje i zamijeniti ih heteroseksualnima.
Joseph Nicolosi je spadao u manji broj medijski eksponiranih terapeuta koji u američkoj i međunarodnoj javnosti promoviraju konverzijsku terapiju homoseksualnosti, te se spremno izlagao kontroverzama i kritikama - ne samo od strane LGBTIQ aktivista, nego i od strane onih psihijatara i psihologa koji se protive takvim terapijama.
Nicolosi u knjizi Reparativna terapija muške homoseksualnosti: Novi klinički pristup iz 1991. godine iznosi mišljenje da je homoseksualnost često posljedica stanja koje on opisuje kao "deficit spolnog identiteta" ("gender-identity deficit"), kojega uzrokuje otuđenost od osoba istog spola i osjećaj odbačenosti od roditelja istog spola i vršnjaka istog spola. Kao rješenje, on nudi terapiju usmjerenu na jačanje i produbljivanje prijateljskih i drugih ne-seksualnih odnosa s osobama istog spola.
Nicolosi opisuje svoja iskustva s reparativnom terapijom ovim riječim: "Ljudi se često začude kada čuju da u reparativnoj terapiji, tipično, ima vrlo malo priče o seksu... Kroz odnos s pažljivim terapeutom, klijent otkriva kakav je osjećaj da se emocionalno razotkrije drugom čovjeku - otkrivajući one dugo skrivane osjećaje koji prizivaju osjećaje posramljenosti. On kod terapeuta nalazi duboko prihvaćanja svega što on jest u svojem životu, u tom trenutku, neovisno o tome da li će se on promijeniti ili ne. Takvo je iskustvo uvijek duboko terapeutsko ... Pored povećane sposobnosti da razvije istinska muška prijateljstva, klijent će iskusiti zdravije odnose sa ženama - gdje on uči kako da spriječi prekoračenja granica u odnosima sa ženama koje su možda prouzročile da odustane od svojeg zasebnog, muškog identiteta ... Neki od naših klijenata odluče da promijene smjer i prihvate homoseksualnost kao 'ono što oni jesu'. Drugi nikada ne izgube uvjerenje da su stvoreni da budu heteroseksualci, i ustraju prema tom cilu. Treći ostaju ambivalentni u pitanju promjene, dok ulaze i izlaze iz homoseksualnog života u periodima od više mjeseci. Mi prihvaćamo njihove izbore, čak i ako se ne slažemo s njima, jer mi prihvaćamo osobu takvu kakva jest".
Kao i kod drugih vrsta psiholoških terapija, jedan dio pacijenata napusti konverzijsku terapiju, te se u punoj mjeri vrati u život homoseksualne zajednice. Mnogi od takvih homoseksualaca su skloni gledati na vrijeme provedeno u konverzijskim terapijama kao na gubljenje vremena, ili gore; stoga se konverzijsku terapiju smatra kontroverznom.

## Djela
- Nicolosi, Joseph (1991). Reparative Therapy of Male Homosexuality: A New Clinical Approach. Jason Aronson, Inc.[neaktivna poveznica] ISBN 0-87668-545-9.
- Nicolosi, Joseph (1993). Healing Homosexuality: Case Stories of Reparative Therapy. Jason Aronson, Inc. ISBN 0-7657-0144-8.
- Nicolosi, Joseph; Byrd, A. Dean; Potts, Richard W., "Retrospective self-reports of changes in homosexual orientation: A consumer survey of conversion therapy clients", Psychological Reports, lipanj 2000. vol. 86, str. 1071-1088
- "A meta-analytic review of treatment of homosexuality", Pychological Reports 2002.
- Nicolosi, Joseph & Nicolosi, Linda Ames (2002). A Parent's Guide to Preventing Homosexuality. InterVarsity Press. ISBN 0-8308-2379-4.
- A critique of Bem's "exotic becomes erotic" theory of sexual orientation development",Psychological Reports 2008
- "Clients' perceptions of how reorientation therapy and self-help can promote changes in sexual orientation", Psychological Reports 2008 Feb;102(1):3-28.
- Joseph (2009). Shame and Attachment Loss: The Practical Work of Reparative Therapy. InterVarsity Press[neaktivna poveznica]

## Vanjske poveznice
- Web stranica J. Nicolosija
- Catholic Answers: Dr. Joseph Nicolosi
- Catholic Therapists: Dr. Joseph Nicolosi
- MSNBC: image of Dr. Joseph Nicolosi
- Author Interview: A Parent's Guide to Preventing Homosexuality  Arhivirana inačica izvorne stranice od 1. studenoga 2013. (Wayback Machine) by Dr. Joseph Nicolosi and Linda Nicolosi.
- Cjelokupna knjiga: Reparative Therapy of Male Homosexuality by Dr. Joseph Nicolosi[neaktivna poveznica]
- izbor članaka Josepha Nicolosija
- NARTH Officers and Board Members, pristupljeno 6.11.2013.  Arhivirana inačica izvorne stranice od 29. siječnja 2013. (Wayback Machine)